# 1887 en Bretagne
 Chronologie de la Bretagne
- 1883
- 1884
- 1885
- 1886
- 1887
- 1888
- 1889
- 1890
- 1891

Cette page recense des événements qui se sont produits durant l'année 1887 en Bretagne.

## Société

### Naissances

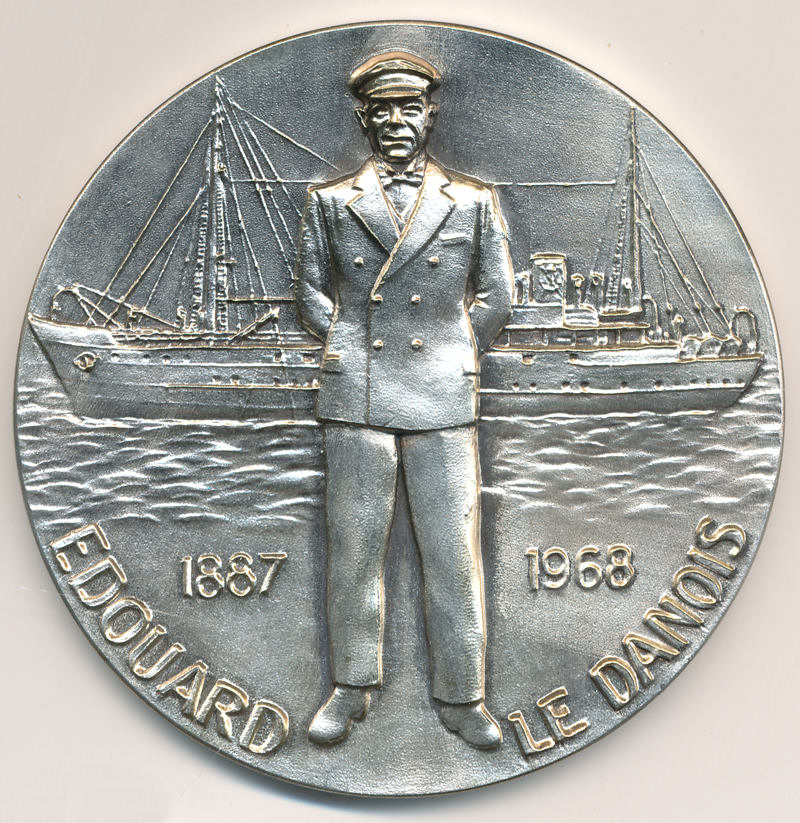
Edouard le Danois

- 8 avril à Brest : Édouard Le Danois, décédé à Saint-Germain-en-Laye en 1968, est un biologiste de la mer et océanologue français, pionnier de ce qui deviendra l'IFREMER.